# آي تل موبايل
آي تل موبايل (بالإنجليزية: Itel)‏ هي شركة صينية لإنتاج الهواتف المحمولة والإكسسوارات الكهربائية. وهي شركة تابعة لترانسشن، التي يقع مقرها الرئيسي في شنجن.

## مناطق نشاطها
تباع منتجات Itel في الغالب في أفريقيا وبعض أجزاء من أوروبا وأمريكا اللاتينية.

## التأسيس
تأسست الشركة من قبل Lei Weiguo و Shenzhen Transsion Holdings Co Limited في مارس 2014.